# Xysticus kansuensis
Xysticus kansuensis is een spinnensoort uit de familie van de krabspinnen (Thomisidae).
De wetenschappelijke naam van de soort werd in 1995 gepubliceerd door Y.Q. Tang, Da-Xiang Song & Ming Sheng Zhu.